# 北海道道2号洞爺湖登別線
北海道道2号洞爺湖登別線（ほっかいどうどう2ごう とうやこのぼりべつせん）は、北海道虻田郡洞爺湖町と登別市を結ぶ道道（主要地方道）である。

## 概要
虻田郡洞爺湖町の国道230号から登別市の国道36号交点に至る。途中でオロフレ峠を越える。沿線付近には洞爺湖温泉・壮瞥温泉・カルルス温泉・登別温泉など、温泉が多数存在する。登別市には、「花のトンネル」と呼ばれるエゾヤマザクラの並木がある。

### 路線データ
- 起点：北海道虻田郡洞爺湖町洞爺湖温泉（国道230号交点）
- 終点：北海道登別市登別東町3丁目（国道36号・北海道道286号登別停車場線交点）
- 総延長：52.641 km[1]
- 実延長：46.110 km[1]
- 重用延長：6.531 km[1]

### 道路管理者
- 胆振総合振興局 室蘭建設管理部 洞爺出張所
- 胆振総合振興局 室蘭建設管理部 登別出張所

## 歴史
- 1954年（昭和29年）
  - 1月20日 - 建設省（現・国土交通省）が主要地方道に指定。
  - 3月1日 - 道道5号として路線認定[2]。
- 1988年（昭和63年）10月8日 - オロフレトンネルが開通し、通年通行が可能となる。
- 1993年（平成5年）5月11日 - 建設省から、道道洞爺湖登別線が洞爺湖登別線として主要地方道に再指定される[3]。
- 1994年（平成6年）10月1日 - 路線番号を2号に変更[4]。
- 2007年（平成19年）4月 - 国道230号新ルート完成に伴い、起点を変更[要出典]。

## 路線状況

### 重複区間
- 北海道道132号洞爺公園洞爺線（壮瞥町字壮瞥温泉 - 壮瞥町字滝之町）
- 国道453号（壮瞥町字滝之町 - 壮瞥町字久保内）

### 冬期交通規制
- 通行止め
  - 壮瞥町字黄渓（新道分岐点ゲート） - 壮瞥町字黄渓（オロフレ峠展望台）
区間延長：2.5 km（支線、オロフレ旧道）
- 夜間通行止め（17時 - 翌朝9時）
  - 壮瞥町字弁景260 - 登別市カルルス町
区間延長：17.3 km

### 道路施設

#### 主なトンネル
- オロフレトンネル（935 m、壮瞥町字黄渓 - 登別市カルルス町）
- オロフレ小トンネル（39.4 m、登別市カルルス町）

#### 主な橋梁
- 久保内大橋（60 m、長流川、壮瞥町字久保内 - 壮瞥町字南久保内）
- 弁景橋（51 m、弁景川、壮瞥町字弁景）
- 黄渓橋（178 m、-、壮瞥町字黄渓）
- オロフレ橋（60 m、-、壮瞥町字黄渓）
- 紅葉谷橋（157 m、クスリサンベツ川、登別市中登別町）

#### 常設型ゲート
- ゲート（壮瞥町字弁景260）
- 新道分岐点ゲート（壮瞥町字黄渓）
- ゲート（登別市カルルス町）

#### 道の駅
- 道の駅そうべつ情報館i（アイ）（国道453号重複区間）

## 地理

### 通過する自治体
- 胆振総合振興局
  - 虻田郡洞爺湖町
  - 有珠郡壮瞥町
  - 登別市

### 交差する道路
洞爺湖町
- 国道230号 - 洞爺湖温泉（起点）

壮瞥町

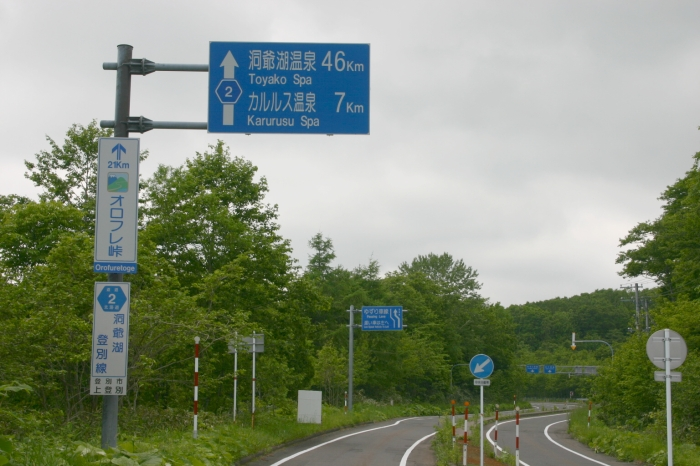
北海道道2号 道道標識（上登別）

- 北海道道703号洞爺湖公園線 - 字壮瞥温泉
- 北海道道132号洞爺公園洞爺線 - 字壮瞥温泉、字滝之町（重複）
- 国道453号 - 字滝之町、字久保内（重複）
- 北海道道519号滝之町伊達線 - 字滝之町
- 北海道道922号立香南久保内線 - 字南久保内
- 北海道道327号弁景幌別線 - 字弁景

登別市
- 北海道道782号上登別室蘭線 - 上登別町
- 北海道道350号倶多楽湖公園線 - 中登別町（2か所で接続）
- E5 道央自動車道 登別東IC - 中登別町
- 国道36号 - 登別東町3丁目（終点）
- 北海道道286号登別停車場線 - 登別東町3丁目（終点）

### 主な峠
- オロフレ峠（壮瞥町字黄渓 - 登別市カルルス町）

### 沿線にある施設など
洞爺湖町
- 有珠山噴火記念公園
- 洞爺湖温泉
- 洞爺湖町洞爺湖温泉支所

壮瞥町
- 洞爺湖温泉
- 壮瞥温泉
- 壮瞥町役場
- 壮瞥町久保内出張所
- オロフレスキー場

登別市
- カルルス温泉
- カルルス温泉サンライバスキー場
- 新登別温泉
- 登別温泉
- 登別伊達時代村